# Tony Awards 1951
Die Verleihung der 5. Tony Awards 1951 (5th Annual Tony Awards) fand am 25. März 1951 im Großen Ballsaal des Hotels Waldorf Astoria in New York City statt und wurde live von den Radiosendern WOR (AM) und Mutual Broadcasting System übertragen. Moderator war James Sauter. Ausgezeichnet wurden Theaterstücke und Musicals der Saison 1950/51, die am Broadway ihre Erstaufführung hatten.

## Hintergrund
Die Antoinette Perry Awards for Excellence in Theatre, oder besser bekannt als Tony Awards, werden seit 1947 jährlich in zahlreichen Kategorien für herausragende Leistungen bei Broadway-Produktionen und -Aufführungen der letzten Theatersaison vergeben. Zusätzlich werden verschiedene Sonderpreise, z. B. der Regional Theatre Tony Award, verliehen. Benannt ist die Auszeichnung nach Antoinette Perry. Sie war 1940 Mitbegründerin des wiederbelebten und überarbeiteten American Theatre Wing (ATW). Die Preise wurden nach ihrem Tod im Jahr 1946 vom ATW zu ihrem Gedenken gestiftet und werden bei einer jährlichen Zeremonie in New York City überreicht.

## Gewinner

### Künstlerische Produktion
| Kategorie                       | Preisträger                                                             | Theaterstück bzw. Musical | Nominierungen |
| Bestes Theaterstück             | Tennessee Williams                                                      | The Rose Tattoo           |               |
| Bestes Musical                  | Frank Loesser (Musik und Liedtexte), Jo Swerling und Abe Burrows (Buch) | Guys and Dolls            |               |
| Bester Produzent (Theaterstück) | Cheryl Crawford                                                         | The Rose Tattoo           |               |
| Bester Produzent (Musical)      | Cy Feuer und Ernest H. Martin                                           | Guys and Dolls            |               |

### Künstlerische Leistung
| Kategorie                            | Preisträger       | Theaterstück bzw. Musical | Nominierungen |
| Bester Hauptdarsteller Theaterstück  | Claude Rains      | Darkness at Noon          |               |
| Beste Hauptdarstellerin Theaterstück | Uta Hagen         | The Country Girl          |               |
| Bester Hauptdarsteller Musical       | Robert Alda       | Guys and Dolls            |               |
| Beste Hauptdarstellerin Musical      | Ethel Merman      | Call Me Madam             |               |
| Bester Nebendarsteller Theaterstück  | Eli Wallach       | The Rose Tattoo           |               |
| Beste Nebendarstellerin Theaterstück | Maureen Stapleton | The Rose Tattoo           |               |
| Bester Nebendarsteller Musical       | Russell Nype      | Call Me Madam             |               |
| Beste Nebendarstellerin Musical      | Isabel Bigley     | Guys and Dolls            |               |

### Künstlerische Gestaltung
| Kategorie                         | Preisträger       | Theaterstück bzw. Musical                            | Nominierungen |
| Bestes Bühnenbild                 | Boris Aronson     | The Rose Tattoo; The Country Girl; Season In The Sun |               |
| Beste Bühnentechnik               | Richard Raven     | The Autumn Garden                                    |               |
| Beste Choreographie               | Michael Kidd      | Guys and Dolls                                       |               |
| Bester Dirigent und Musikdirektor | Lehman Engel      | The Consul                                           |               |
| Beste Kostüme                     | Miles White       | Bless You All                                        |               |
| Beste Originalmusik               | Irving Berlin     | Call Me Madam                                        |               |
| Beste Regie                       | George S. Kaufman | Guys and Dolls                                       |               |

### Sonderpreise
| Kategorie          | Preisträger | Grund der Preisverleihung                                                                                |
| Special Tony Award | Ruth Green  | Für ihre Dienste bei der Organisation von Reservierungen und Sitzplätzen für die ersten fünf Tony Awards |

## Statistiken

### Mehrfache Gewinne
- 5 Gewinne: Guys and Dolls
- 4 Gewinne: The Rose Tattoo
- 3 Gewinne: Call Me Madam
- 2 Gewinne: The Country Girl